# 立橋銀行

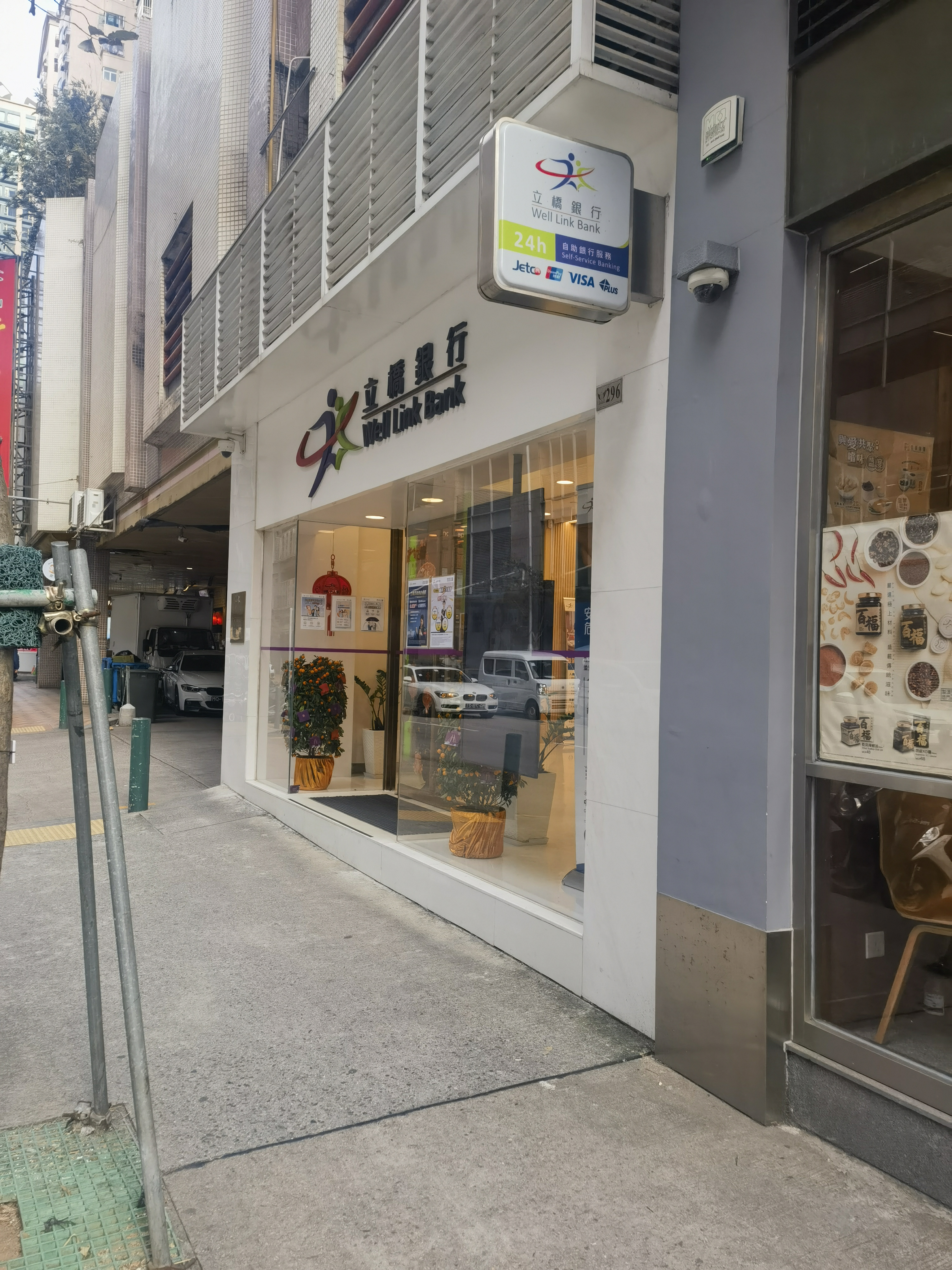
立桥银行氹仔花城分行

立橋銀行股份有限公司（英文：Well Link Bank；簡稱立橋銀行)是澳門的一家全牌照商業銀行。始創于1996年，2017年4月獲香港立橋金融集團收購而更改為現名。目前在澳門有7家分行，是澳門唯一一家全年營業的銀行。

## 歷史
1996年，葡萄牙聖靈銀行在澳門開設必利勝銀行（Banco Espírito Santo do Oriente, SA）從事批發銀行業務，是其在遠東的唯一分支。2014年，因聖靈銀行出現危機而宣佈破產，葡萄牙政府設立“新銀行”（Novobanco）接管大部分業務，必利勝銀行也因此改稱新銀行亞洲。
2017年4月，以立橋金融集團為首的財團以15億澳門幣向葡萄牙新銀行收購該部門，并於10月正式更名為立橋銀行。
2018年7月，首間分行—皇朝分行設立。
2019年，其分行數量快速增加，並首次在氹仔設立分行，形成現有規模。并開始發行銀聯和VISA信用卡。